# عزيز اسبندار
عزيز اسبندار (بالفارسية: عزیز اسپندار)، من مواليد 2 فبراير 1948م، وهو لاعب إيراني لكرة القدم سابقاً ومركزه مهاجم، لعب مع نادي ملوان الإيراني من عام 1969م إلى سنة 1986م، وأصبح مدرباً فيما بعد، كما سبق وأن درب منتخب إيران لكرة القدم تحت سن 20 سنة.

## روابط خارجية
- عزيز اسبندار على موقع ناشيونال فوتبول تيمز (الإنجليزية)